# Bupalus nivalis
Bupalus nivalis là một loài bướm đêm trong họ Geometridae.